# Королевская обсерватория Бельгии
Королевская обсерватория Бельгии — расположена в коммуне Уккел, Брюссельский столичный регион, Бельгия. Основными направлениями исследований обсерватории являются:
- Астрометрия
- Геодинамика
- Динамика астрономической астрофизики тел
- Солнечная физика.

Королевская Обсерватория была основана Адольфом Кетле в 1828 году. Код обсерватории «012».

## Директора обсерватории
- Кетле, Адольф
- Жан-Шарль Узо
- Франсуа Фоли
- Paul Stroobant
- Дельпорт, Эжен Жозеф
- Paul Bourgeois
- Мелькиор, Поль

## Сотрудники обсерватории
- Пауэлс, Тьерри